# Jocksdorf
Jocksdorf (bis 1945 Jocksdorf bei Forst, niedersorbisch Kósmejce) ist ein Ortsteil der amtsangehörigen Gemeinde Neiße-Malxetal im Landkreis Spree-Neiße im Südosten des Landes Brandenburg. Bis zur Zusammenlegung mit vier anderen Gemeinden am 31. Dezember 2001 war Jocksdorf eine eigenständige Gemeinde.

## Lage
Jocksdorf liegt in der Niederlausitz, etwa neun Kilometer südwestlich der Kreisstadt Forst. Umliegende Ortschaften sind die zur Gemeinde Groß Schacksdorf-Simmersdorf gehörenden Ortsteile Simmersdorf im Norden und Groß Schacksdorf sowie Waldsiedlung im Nordosten, Raden und Preschen im Südosten, Gosda II und Groß Kölzig im Süden, Klein Kölzig im Südwesten sowie die zur Gemeinde Wiesengrund gehörenden Ortsteile Mattendorf im Westen und Gahry im Nordwesten.
Der Ort liegt direkt am Ostufer der Malxe. Jocksdorf ist über eine Gemeindestraße an die Bundesstraße 115 angebunden, die etwa einen Kilometer westlich des Dorfes verläuft. Im südöstlichen Teil der Gemarkung von Jocksdorf liegt der ehemalige Militärflugplatz Preschen. In der Nähe von Jocksdorf verlief früher die Bahnstrecke Weißwasser–Forst, die ihren Betrieb 1996 einstellte.

## Geschichte
Jocksdorf wurde erstmals im Jahr 1487 urkundlich erwähnt. Die Schreibweise lautete damals Jogsdorf, 1588 hieß der Ort Jocuffsdorf.
Der Ort ist nach einem Jakob benannt, was auf den Ortsgründer oder einen ehemaligen Besitzer verweist. Das Dorf war ein Vasallengut der Herrschaft Forst. Laut der Topographisch-statistischen Übersicht des Regierungsbezirks Frankfurt a. d. O. aus dem Jahr 1844 hatte Jocksdorf damals 187 Einwohner in 30 Wohngebäuden. Das Dorf war und ist noch immer nach Groß Kölzig eingepfarrt. Bis 1867 stieg die Einwohnerzahl in Jocksdorf auf 219, für dieses Jahr sind für Jocksdorf ein Vorwerk und eine Wassermühle
verzeichnet.
Bis in die zweite Hälfte des 19. Jahrhunderts sprach die Jocksdorfer Bevölkerung überwiegend Sorbisch. Bedingt durch die in diesem Jahrhundert angeordnete und erfolgte Abschaffung des sorbischen Schulunterrichtes und der sorbischsprachigen Gottesdienste waren jedoch bereits in den 1880er Jahren alle unter Dreißigjährigen Einwohner deutschsprachig. Heute zählt der Ort nicht mehr zum sorbischen Sprachgebiet.
Als Ergebnis des Wiener Kongresses kam die Niederlausitz und somit auch der Ort Jocksdorf im Jahr 1815 vom Königreich Sachsen an das Königreich Preußen. Dort lag der Ort nach der Kreisbildung 1816 im Landkreis Sorau (Lausitz) im Regierungsbezirk Frankfurt in der Provinz Brandenburg. Bis 1945 war dem Ortsnamen zur Unterscheidung zum ebenfalls im Landkreis Sorau liegenden Jocksdorf bei Triebel (heute Jagłowice) der Zusatz bei Forst angehängt. Nach dem Ende des Zweiten Weltkrieges wurde die Gemeinde Teil der Sowjetischen Besatzungszone und in den Landkreis Cottbus umgegliedert und später Teil der DDR. Am 1. Juli 1950 wurde Jocksdorf wiederum in den Landkreis Spremberg umgegliedert. Bei der Kreisreform am 25. Juli 1952 kam die Gemeinde an den Kreis Forst im Bezirk Cottbus. Nach der Wende wurde der Kreis Forst in Landkreis Forst umbenannt. Im Zuge der Kreisreform im Dezember 1993 kam Jocksdorf an den neu gegründeten Landkreis Spree-Neiße, wo der Ort zunächst vom Amt Hornow/Simmersdorf verwaltet wurde. Am 31. Dezember 2001 wurde die Gemeinde Jocksdorf zusammen mit den Gemeinden Jerischke, Groß Kölzig, Klein Kölzig und Preschen des Amtes Döbern-Land zu der neuen Gemeinde Neiße-Malxetal zusammengeschlossen. Damit wechselte Jocksdorf in das Amt Döbern-Land.

## Denkmale

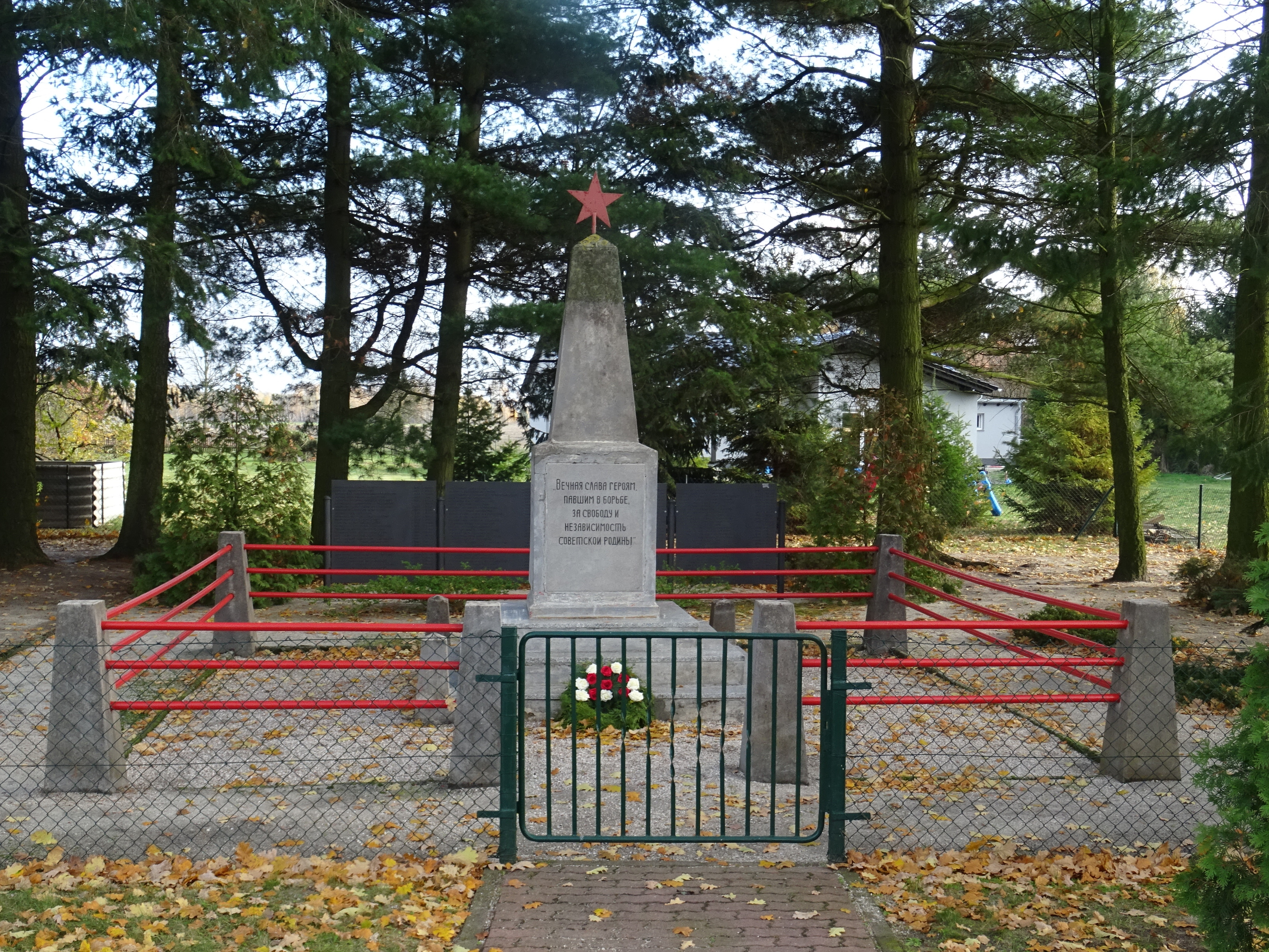
Sowjetischer Ehrenfriedhof

Für Jocksdorf ist in der Denkmalliste des Landes Brandenburg ein Baudenkmal ausgewiesen:
- Sowjetischer Ehrenfriedhof

## Bevölkerungsentwicklung
| 1875 | 190 | 1939 | 228 | 1981 | 173 |
| 1890 | 189 | 1946 | 271 | 1985 | 168 |
| 1910 | 183 | 1950 | 275 | 1989 | 177 |
| 1925 | 249 | 1964 | 238 | 1995 | 160 |
| 1933 | 248 | 1971 | 232 | 2000 | 171 |

## Nachweise
1. ↑  Fakten und Zahlen. In: amt-doebern-land.de. Amt Döbern-Land, abgerufen am 11. August 2021.
2. ↑  Eintrag „Kósmejce“ in der niedersorbischen Ortsnamendatenbank auf dolnoserbski.de
3. ↑  Reinhard E. Fischer: Die Ortsnamen der Länder Brandenburg und Berlin. Alter – Herkunft – Bedeutung. be.bra Wissenschaft, Berlin 2005, S. 84.
4. ↑  Topographisch-statistische Übersicht des Regierungsbezirks Frankfurt a. d. O. 1844, S. 194 (bsb-muenchen.de).
5. ↑  Statistisches Bureau der Königlichen Regierung zu Frankfurt a. O.: Topographisch-statistisches Handbuch des Regierungs-Bezirks Frankfurt a. O. Verlag von Gustav Harnecker u. Co., Frankfurt a. d. O. 1867, Online bei Google Books, S. 233
6. ↑  Arnošt Muka: Pućowanja po Serbach. Nakład Domowiny, Budyšin 1957.
7. ↑  Wintdorf im Geschichtlichen Ortsverzeichnis. Abgerufen am 10. Juni 2018.
8. ↑  Denkmalliste des Landes Brandenburg: Landkreis Spree-Neiße (PDF). Brandenburgisches Landesamt für Denkmalpflege und Archäologisches Landesmuseum
9. ↑  Historisches Gemeindeverzeichnis des Landes Brandenburg 1875 bis 2005. (PDF; 331 KB) Landkreis Spree-Neiße. Landesbetrieb für Datenverarbeitung und Statistik Land Brandenburg, Dezember 2006, abgerufen am 10. Juni 2018.